# 카르멘 술레이만
카르멘 술레이만(아랍어: كارمن سليمان, 영어: Carmen Suleiman, 1994년 10월 7일 ~ )은 이집트의 가수이다. 2012년 음악 경연 프로그램 《아랍 아이돌》 시즌 1에서 우승을 차지했다.